# Alexander Teixeira de Mattos
Alexander Teixeira de Mattos (Amsterdam, 9 april 1865 – St. Ives (Cornwall), 5 december 1921) was een Nederlands journalist en vertaler die in het Engelse taalgebied vooral bekend is geworden als vertaler van literaire werken uit het Frans en uit het Nederlands.

## Leven en werk
Teixeira stamde uit een Joods-Nederlandse familie die in 1874 naar Groot-Brittannië emigreerde. Hij vertaalde onder meer: Émile Zola, Maurice Maeterlinck, Alexis de Tocqueville, Jean Henri Fabre, Maurice Leblanc, Gaston Leroux en Louis Couperus.
Hij groeide vanaf 1874 op in Engeland en trouwde in 1900 met Lily Wilde, de weduwe van Oscar Wildes broer Willie; door zijn huwelijk werd hij de stiefvader van Dolly Wilde (1895-1941), bekend van het salonleven in Parijs en haar langlopende affaire met Natalie Clifford Barney (1876-1972). Tijdens de Eerste Wereldoorlog stond hij aan het hoofd van een afdeling voor economische controle op handel tijdens de oorlog (War Trade Intelligence).
Hij werd op 8 december 1908 genaturaliseerd tot Nederlander.
Zijn vertalingen waren kwalitatief goed en zeer leesbaar. Veel van zijn vertalingen worden nog steeds herdrukt.

## Vertalingen van werk van Louis Couperus
- Ecstacy. A study of happiness (1892)
- Majesty (1894)
- The books of small souls (4 volumes, 1914-1918)
- Old people and the things that pass (1918)
- The tour. A story of ancient Egypt (1920) (vertaling van Antiek toerisme. Roman uit Oud-Egypte)
- The inevitable (1920)
- The hidden force. A story of modern Java (1922)

## Over hem
- Stephen McKenna, Tex. A chapter in the life of Alexander Teixeira de Mattos. London, 1922
- R. Breugelmans, Louis Couperus in den vreemde. Leiden, 2008² [bevat tien brieven van Teixeira de Mattos aan Louis Couperus]